# 系统生物学研究所
系统生物学研究所（英語：Institute for Systems Biology）是一家位于美国华盛顿州西雅图的非盈利研究机构，简称：ISB。ISB专注于系统生物学，研究生物系统各部分之间的关系及相互作用，并提倡采用跨学科的方法进行生物学研究。

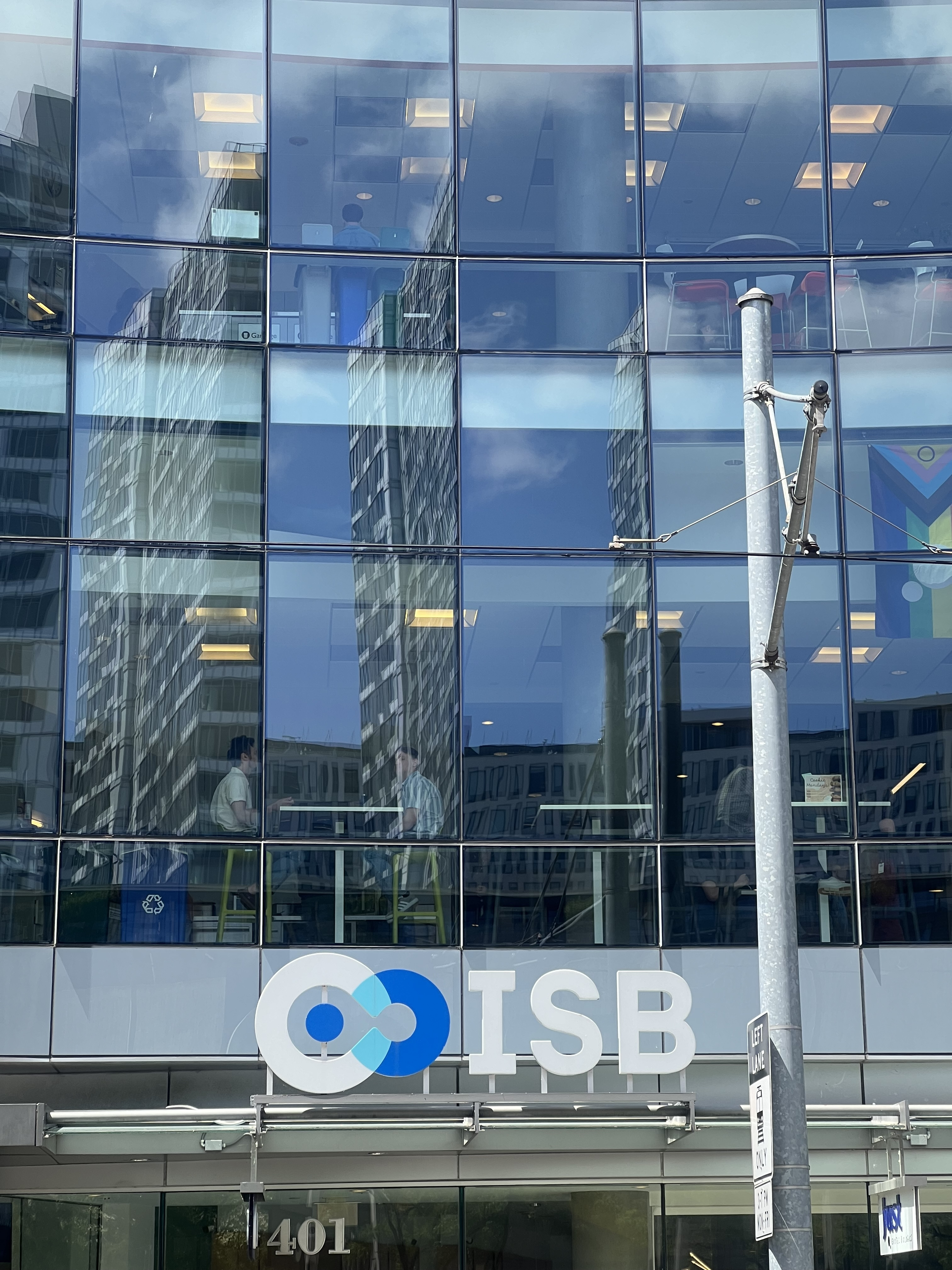
ISB大门
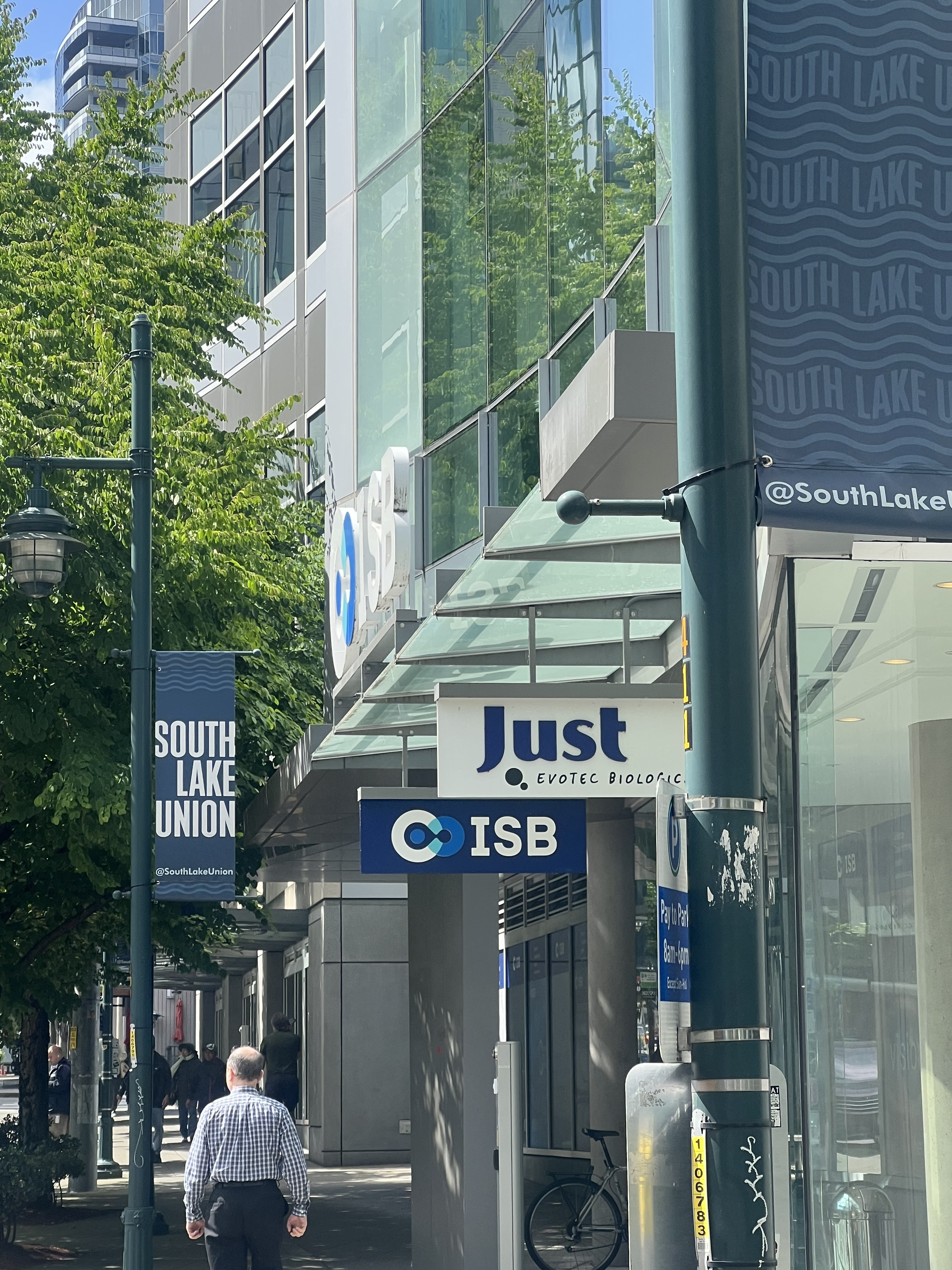
ISB立牌
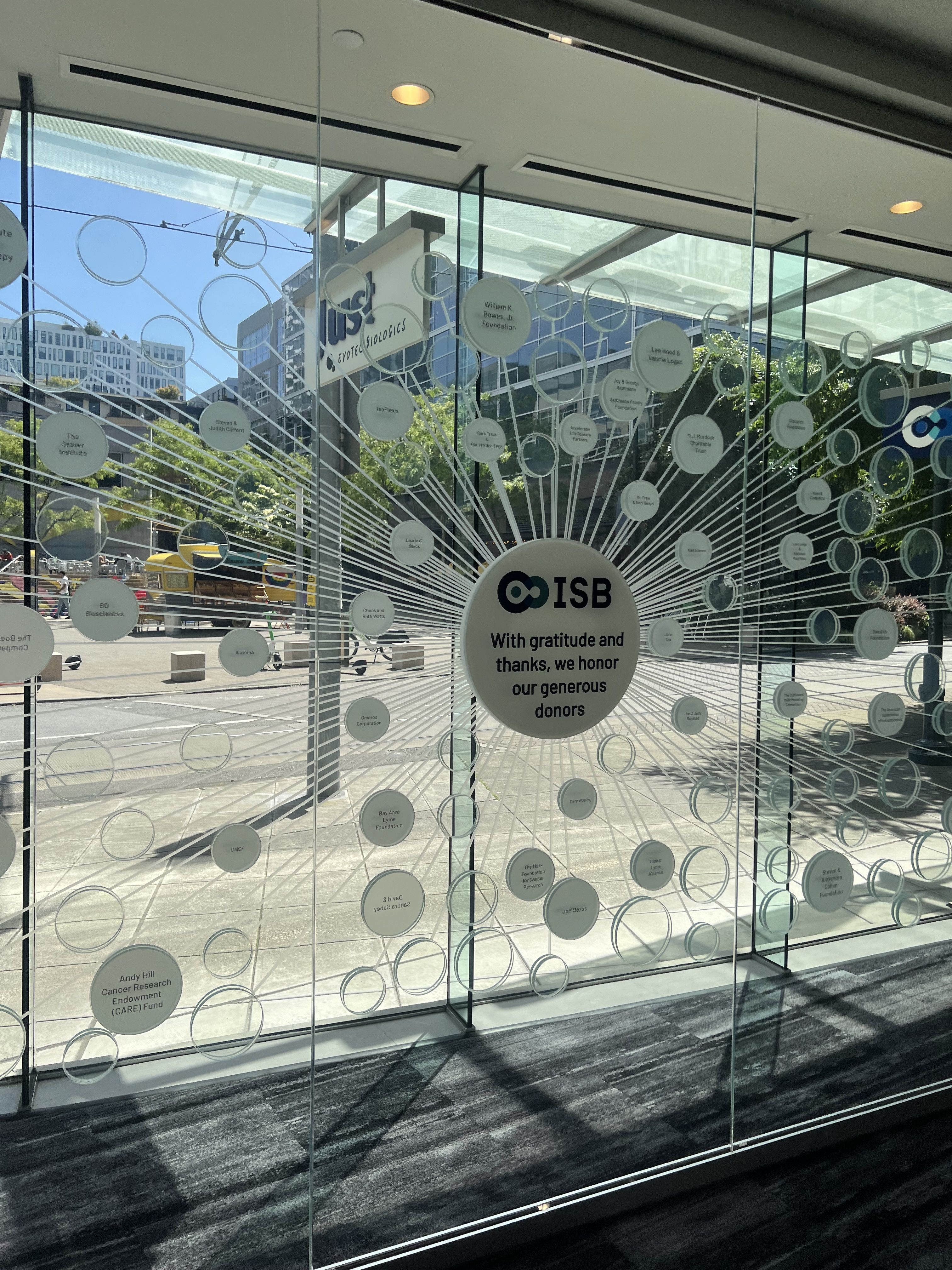
ISB大厅

## 目标
ISB在其网站上定义了四个重点领域：
- P4医学：即预测性、预防性、个性化和参与性医学，它关注的是健康而不是仅仅治疗疾病。
- 全球健康：利用系统方法研究传染病、疫苗开发、慢性病的出现以及妇幼健康。
- 可持续环境：应用系统生物学来更好地了解微生物在环境中的作用及其与人类健康的关系。
- 教育与推广：通过各种教育项目和合作伙伴关系（包括新公司的分拆）向社会转移知识。

## 早期历史

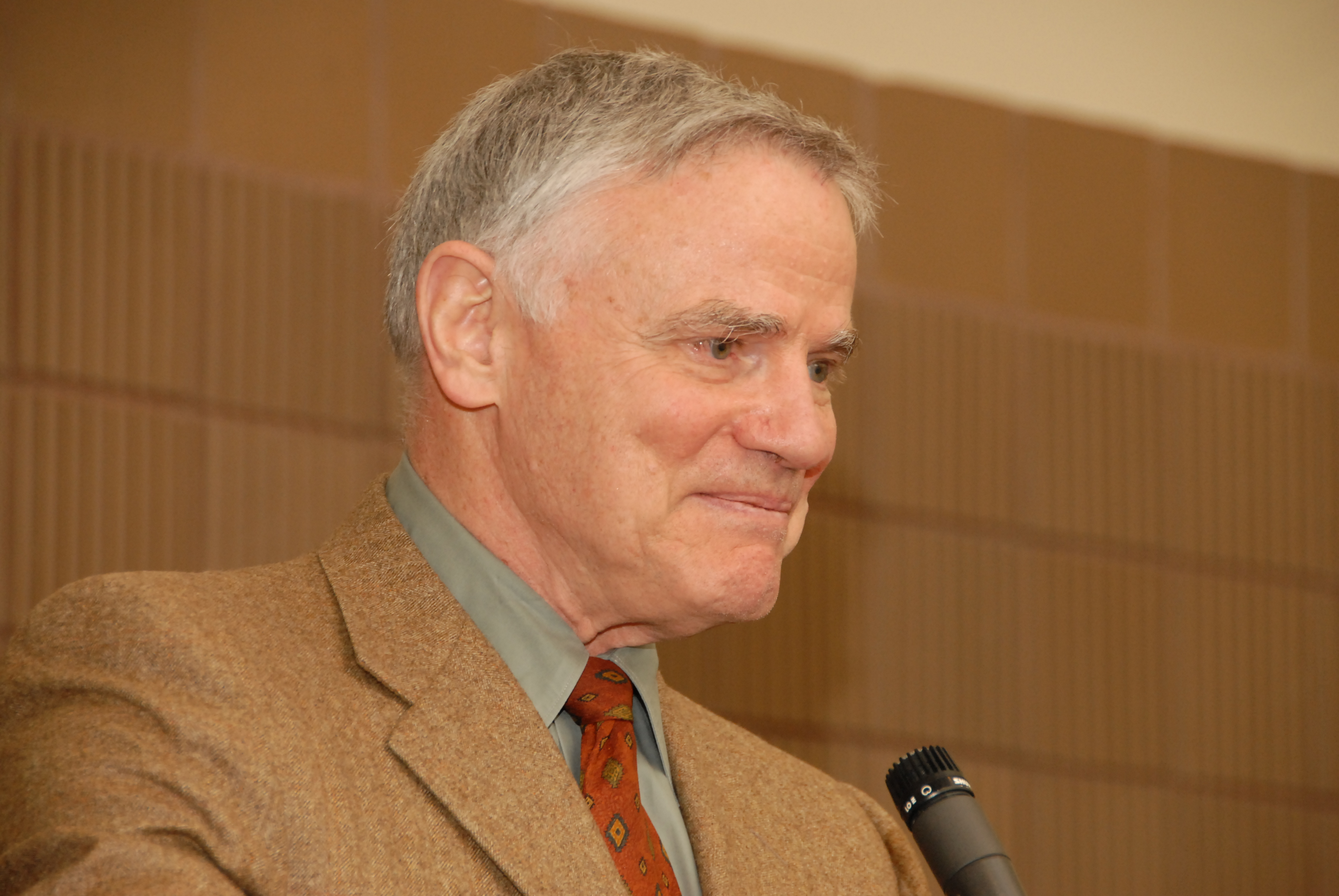
2008年，莱罗伊·胡德

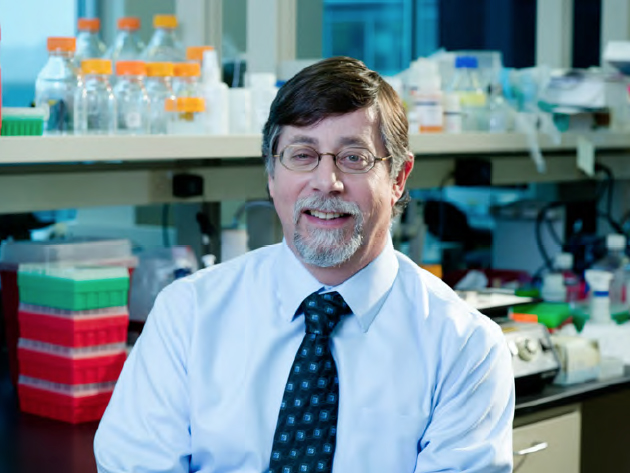
2012年，艾伦·阿德雷姆

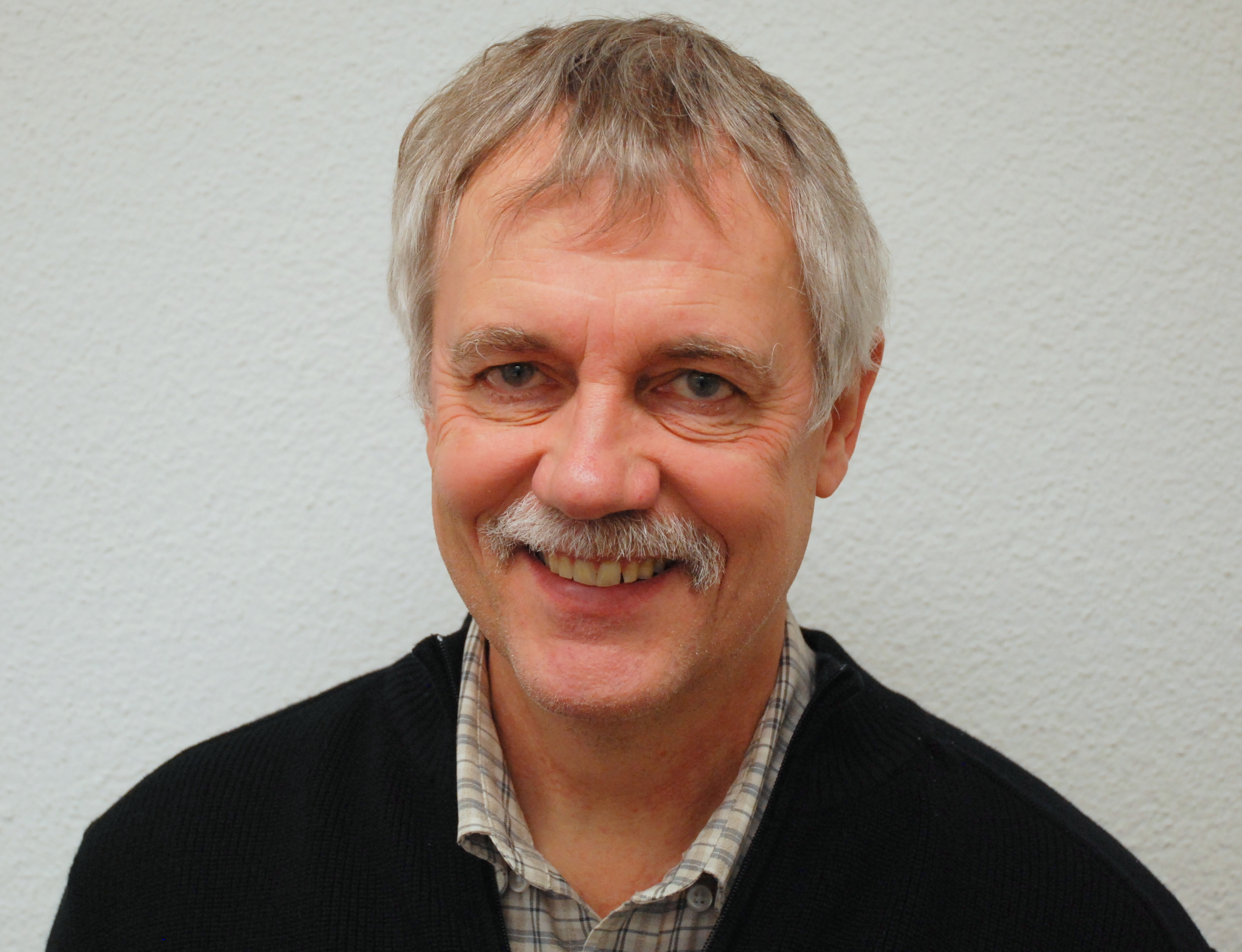
2012年，鲁迪·埃伯索尔德

2000年，莱罗伊·胡德、艾伦·阿德雷姆和鲁迪·埃伯索尔德（Leroy Hood，Alan Aderem和Ruedi Aebersold）共同创建了该研究所。
然而，ISB的起步故事实际上始于1990年。胡德是帕萨迪纳加州理工学院大型分子生物技术实验室的主任，也是人类基因组计划的主要顾问，负责监督机器的开发，这些机器对该计划后来的成功起到了重要作用。华盛顿大学和许多其他大学都渴望招募胡德，但既没有空间也没有资金来容纳胡德的大型实验室。
华盛顿大学生物工程中心主任李·亨茨曼（Lee Huntsman）当时正在观看华盛顿大学的一场橄榄球赛，与微软前首席执行官、现任董事长比尔·盖茨同坐一个豪华包厢。亨茨曼借此机会向盖茨介绍了胡德。比尔·盖茨对生物技术有着浓厚的兴趣。在与胡德见面后，盖茨向华盛顿大学捐赠了1200万美元，让他领导一个新的分子生物技术系，胡德继续担任该系的盖茨分子生物技术教授。
ISB是华盛顿大学胡德实验室的一个衍生机构。

## 成就
ISB在全球科研机构中名列前茅。2012年，总部位于西班牙的SCImago研究小组将ISB评为全球第四大卓越研究机构。
ISB目前拥有12个研究小组，其专业领域涵盖遗传学、微生物遗传学、复杂分子机器、生物分子复合体、基因调控网络、免疫学、分子和细胞生物学、癌症生物学、基因组学、蛋白质组学、蛋白质化学、计算生物学和生物技术。
2005年底,ISB开始强调系统生物学在P4医学（预测性、预防性、个性化、参与性）中的应用，即开发预测和预防疾病的技术，甚至可能在患者意识到自己患病之前。P4医学研究所由ISB和俄亥俄州立大学于2010年共同创立。
2012年12月21日，美国总统奥巴马授予包括莱罗伊·胡德博士在内的12名科学家美国国家科学奖章，这是美国政府授予科学家、工程师和发明家的最高荣誉。
ISB的教育和推广工作包括创建洛根教育中心，其任务是使教育工作者能够培养理工科学生。ISB为高中生和本科生提供带薪研究实习机会，并全年提供高级系统科学课程。
ISB合作开展了多个备受瞩目的研究项目，迄今为止最重要的项目是与卢森堡大公国合作创建卢森堡系统生物学中心和西雅图蛋白质组中心。